# MSCI EAFE
MSCI EAFE ou en français MSCI EAEO (pour Europe, l'Australasie et l'Extrême-Orient) est un indice boursier géré par MSCI reflétant la valeur des principales actions des Bourses d'Europe, d'Océanie et d'Extrême-Orient. Le nom de l'indice n'ayant pas été changé après l'ajout de la Nouvelle-Zélande à l'indice, le nom de l'indice ne reflète pas exactement sa composition.
Cet indice, basé sur la capitalisation boursière, mesure la performance des marchés boursiers de pays économiquement développés d’Europe, d’Océanie et de l’Extrême-Orient. En mai 2005, l’indice se composait de titres des 21 pays suivants :
- Europe :
  - Allemagne ;
  - Autriche ;
  - Belgique ;
  - Danemark ;
  - Espagne ;
  - Finlande ;
  - France ;
  - Grèce ;
  - Irlande ;
  - Italie ;
  - Norvège ;
  - Pays-Bas ;
  - Portugal ;
  - Royaume-Uni ;
  - Suède ;
  - Suisse ;
- Extrême-Orient :
  - Hong Kong ;
  - Japon ;
  - Singapour ;
- Océanie :
  - Australie ;
  - Nouvelle-Zélande.

Cet indice contient des titres des mêmes pays que l'indice MSCI mondial moins les États-Unis et le Canada.